# 南錐體

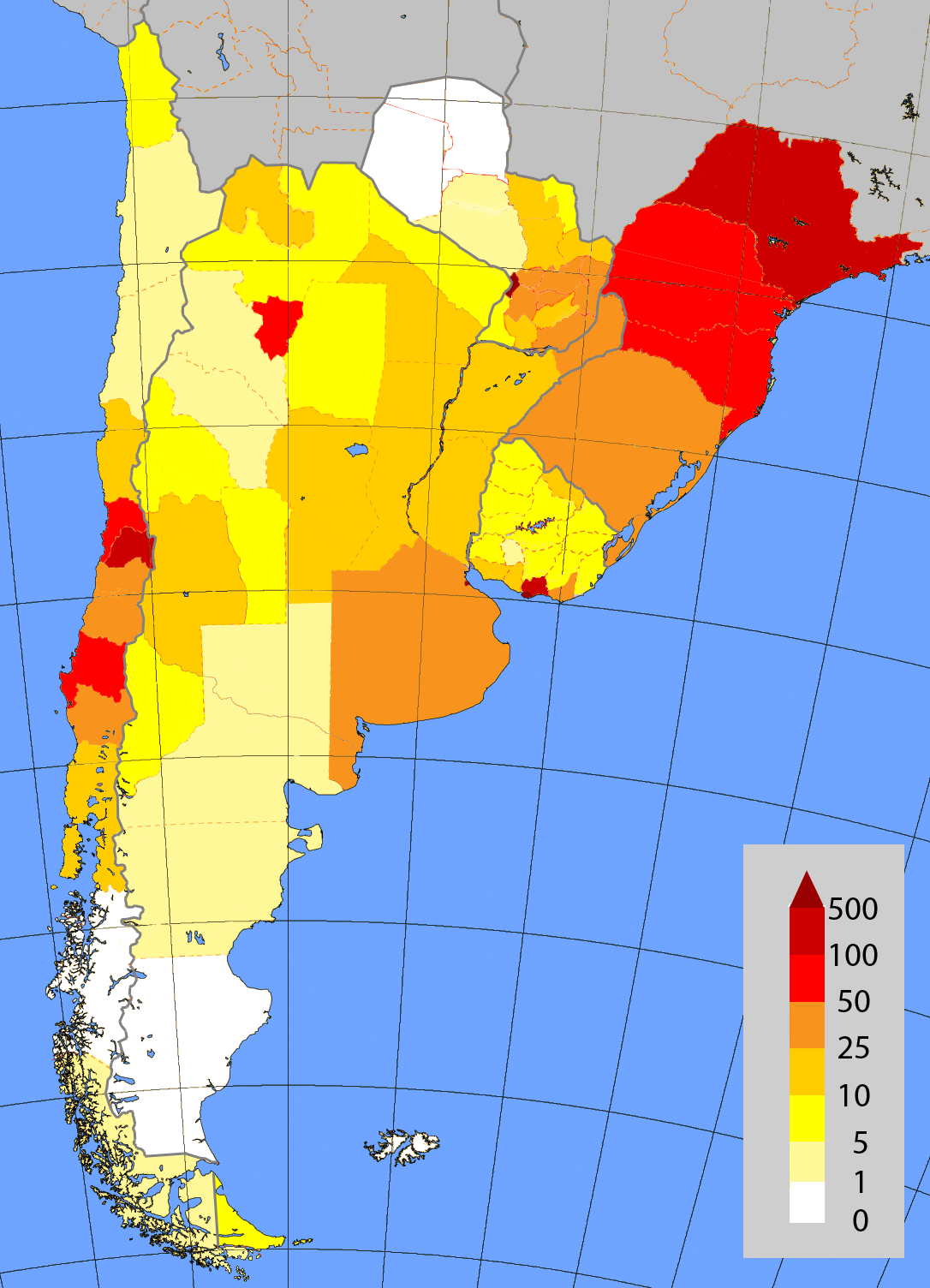
南錐體人口密度

南錐體（西班牙語：Cono Sur）指的是南美洲位于南回歸線以南的地區。一般人們所說的南錐體包括阿根廷、智利和乌拉圭三个国家。有時也會包括巴拉圭和巴西的南里奧格蘭德州、聖卡塔琳娜州、巴拉那州、聖保羅州。
南錐體是南美洲經濟最為發達的地區。南锥体是拉丁美洲人类发展指数最高的次区域，历史上生活水平较高；其南半球纬度与北半球的美加、欧洲国家（除北欧）、中国北部、朝鲜半岛和日本相对应。

## 外部連接
维基共享资源上的相關多媒體資源：南錐體
39°06′00″S 67°54′00″W / 39.1000°S 67.9000°W
1. ↑  This North American density figure is based on a total land area of 4,944,081 sq km